# Stara vas, Grebinj
Stara vas (nemško Altenmarkt) je naselje v Občini Grebinj v Okraju Velikovec na Koroškem v Avstriji.